# Edward Herbert
Edward Herbert of Cherbury (Eyton-on-Severn, 3 marzo 1583 – Londra, 20 agosto 1648) è stato un filosofo e poeta inglese.
Fratello di George, affermò la necessità di una religione su basi razionali che superasse le particolarità delle singole confessioni: De veritate (1624), De religione laici (1645). Per questa tesi è considerato "il padre del Deismo inglese".
Scrisse poesie religiose che risentono di John Donne, ma hanno un tono più pacato e riflessivo, e liriche d'amore più convenzionalmente barocche (Versi d'occasione, Occasional verses, postumo, 1665).
Inoltre, è noto in quanto la sua opera "De veritate" è citata (a scopo di confutazione) dal filosofo inglese John Locke nel suo An Essay Concerning Human Understanding (Saggio sull'intelligenza umana), in relazione ai cosiddetti "principi innati".